# Viettessa
Viettessa és un gènere d'arnes de la família Crambidae.

## Taxonomia
- Viettessa bethalis (Viette, 1958)
- Viettessa margaritalis (Hampson, 1899)
- Viettessa villiersi (Marion, 1957)